# Quartett
Quartett è un'opera lirica scritta da Luca Francesconi nel 2011.
| Controllo di autorità | VIAF (EN) 236615467 · LCCN (EN) no2012059945 |